# Coyul
El coyul, también conocido como ococoyul, es un dulce típico mexicano, hecho con los frutos de la palmera Acrocomia totai, cocidos en almíbar de piloncillo o panocha y canela. Los frutos de la palmera, que también reciben el nombre de coyules, poseen escasa pulpa externa, una gran semilla de cáscara gruesa, núcleo comestible (similar en textura y color a la copra) y tienen del tamaño aproximado de una ciruela.
Es muy típico encontrarlos en las tiendas de los barrios de las regiones costeras y fluviales en los estados de Michoacán, Guerrero, Nayarit, Jalisco y Oaxaca, siempre hechos de forma casera. Una vez que se ha consumido la pulpa y el jarabe en que se ha cocido el fruto, se puede quebrar la cáscara de la nuez para extraer la semilla comestible.
También se pueden comer crudos, y el sabor es ligeramente dulce, pero sólo cuando ya han madurado muy bien.
- Datos: Q5790472